# 서우인
서우인(아일랜드어: Samhain [sˠəunʲ])은 고대 켈트족의 축제로, 10월 31일부터 11월 1일에 해당한다. 같은 시기에 기념하는 기독교의 모든 성인 대축일과 서로 영향을 받아 현대 핼러윈으로 합쳐진 것으로 보는 의견이 있다.

## 같이 보기
- 이몰륵
- 루너서
- 할로윈
- 아일랜드 신화
- 디왈리

1. ↑  Simpson, John; Weiner, Edmund (1989). 《Oxford English Dictionary》 2판. London: Oxford University Press. ISBN 0-19-861186-2. OCLC 17648714.